# جلول بوشيخي (تشيكو)
جلول البوشيخي (ولد في 13 أكتوبر 1954م، آرل) فنان فرنسي من أصول مغربية عربية، معروف باسمه الفني «شيكو» وهو مؤسس فرقة ملوك الغجر الأسطورية «جيبسي كينغز» ذائعة الصيت عالميا في سنوات العشريات الثلاث من نهاية القرن العشرين، قبل أن يؤسس فرقة «شيكو وجيبسيس». وهو عازف قيثارة محترف، وسفير للسلام بمنظمة اليونسكو.

## تشيكو وغرام الغجر
ولد في آرل، لوالدين مغاربيين، أب مغربي وأم جزائرية. عاش بوشيخي، حياة الأقليات المهمشة في طفولته، في أحياء الضواحي بين الفرنسيين من أصول مغاربية، تعرف جلول بوشيخي على المجتمع الغجري عن قرب، ولعلّ الإحساس المشترك بينهم، وما عايشه في تجربته كمهاجر داخل أسرة مغاربية، في دولة صناعية كفرنسا، من اغتراب وتهميش كان القاسم المشترك بينه وبين المجتمع الغجري، الذي تأثر به كثيرا حتى الاندماج داخل نفس القوقعة، الذي شكل انعطافا في حياته ومستقبله الفني والتعبيري لاحقا.
هذا الغرام والاندماج في روح الغجر الخيتانوس، لم يتوقف في حدود الموسيقى، بل تعداه إلى حب وارتباط من خلال زواجه من «مارث» إحدى بنات أحد ملوك فنون الفلامينكو.

## وصلات خارجية
- جلول بوشيخي على موقع ميوزك برينز (الإنجليزية)
- جلول بوشيخي على موقع ديسكوغز (الإنجليزية)